# Thần lùn giữ vườn

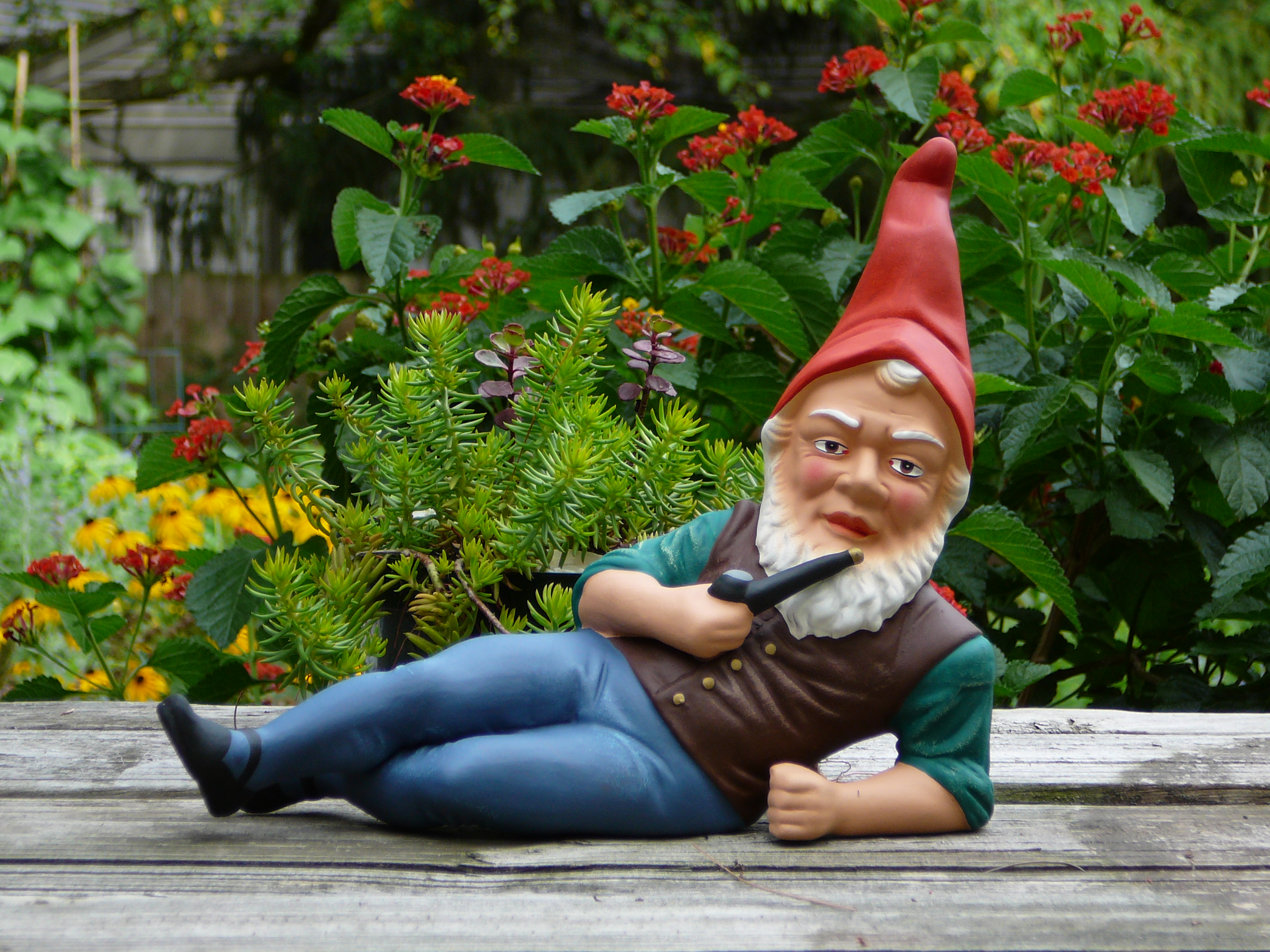
Một bức tượng thần lùn, tay cầm tẩu thuốc.

Thần lùn giữ vườn hay thần lùn gác vườn là những bức tượng thần lùn được sử dụng nhằm mục đích trang trí trong sân vườn và bãi cỏ ở các nước phương Tây. Ban đầu, tượng thần lùn được làm từ đất sét nung, gỗ hoặc gốm sứ, và được tô vẽ bằng thủ công. Ngày nay, bên cạnh các chất liệu truyền thống, những bức tượng này còn được làm bằng nhựa với đủ mọi kích cỡ, màu sắc và hình dáng.

## Lịch sử

### Trước thế kỷ 20

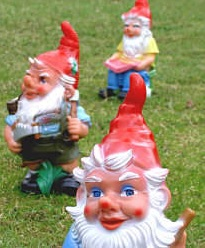
Những bức tượng thần lùn trong vườn.

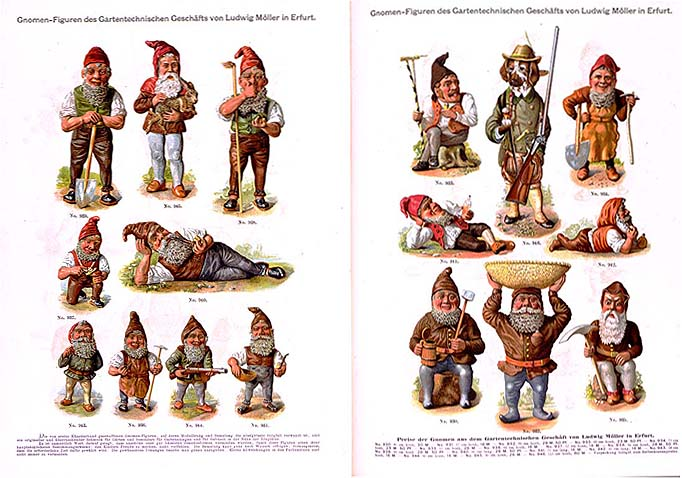
Tượng thần lùn ở Đức, năm 1910

Thời La Mã cổ đại, những bức tượng nhỏ bằng đá mô tả vị thần sinh sản Priapus, cũng là vị thần của vườn tược, được đặt trong các khu vườn của người La Mã. Thần lùn được mô tả lần đầu tiên trong thời kỳ Phục hưng bởi Paracelsus, nhà giả kim người Thụy Sĩ, là "những sinh vật nhỏ bé có chiều cao khoảng hai gang tay và không thích giao tiếp với loài người".
Những bức tượng bằng gỗ hoặc sứ giống hình dáng của thần lùn dần trở thành những món đồ trang trí phổ biến trong gia đình ở một số nước Tây phương. Khoảng giữa thế kỷ 19, tượng thần lùn giữ vườn đầu tiên được biết đến có nguồn gốc đến từ Gräfenroda, một ngôi làng nhỏ ở bang Thuringia của nước Đức, và được làm bằng đất sét.
Theo truyền thống, những bức tượng thần lùn mang hình dáng của một người đàn ông lùn nhiều râu, đầu đội mũ phrygian màu đỏ. Những bức tượng này được lấy ý tưởng từ các công nhân thợ mỏ, tay cầm búa rìu, cuốc chim hoặc đèn lồng, hoặc đang đẩy chiếc xe cút kít, là những vật dụng gắn liền với thợ mỏ. Những chiếc mũ đỏ đặc trưng của tượng, cũng là một phần trong bộ trang phục công nhân của thợ mỏ, được cho rằng là đã nhét thêm vải bông len vào đó để bảo vệ vùng đầu của họ. Những bức tượng này được xem là biểu tượng của sự cần cù chăm chỉ, và người dân lúc bấy giờ tin rằng, các bức tượng thần lùn đặt trong vườn sẽ giúp họ các công việc làm vườn khi mà con người đã chìm vào giấc ngủ.

Việc sản xuất hàng loạt các bức tượng thần lùn giữ vườn nhanh chóng lan rộng khắp nước Đức, nhiều xưởng đúc tượng được thành lập, và mỗi xưởng có một phong cách chế tác riêng. Từ khoảng năm 1860 trở đi, ngôi làng Gräfenroda trở nên nổi tiếng với những món đồ gốm. 

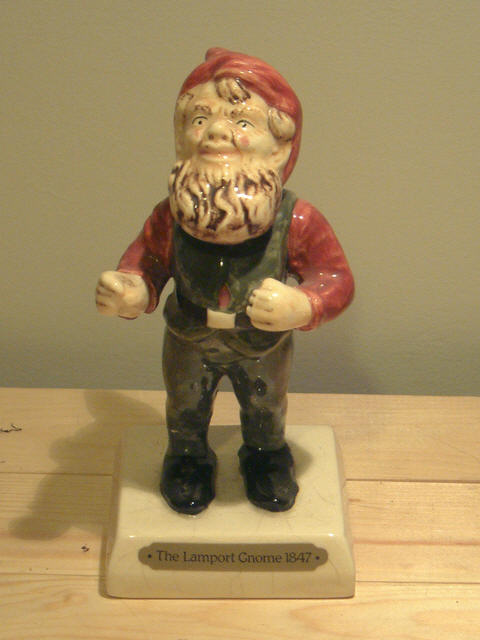
Thần lùn Lampy (bản sao), bức tượng duy nhất còn sót lại của Charles Isham.

Những bức tượng thần lùn được tạo bằng cách đổ đầy đất sét vào trong khuôn rồi được đem đi nung trong lò. Sau khi được đưa ra khỏi lò, các bức tượng được tráng men và tô vẽ thêm màu sắc trước khi trở thành những vị thần canh giữ vườn.
Những bức tượng thần lùn giữ vườn dần được một số nước láng giềng biết đến, đặc biệt là ở Pháp và Anh vào những năm 1840. Năm 1847, Charles Isham đã mang 21 bức tượng đất nung terracotta do Philip Griebel sản xuất từ Đức về Anh. Isham đã đặt những bức tượng này trong khoảng sân vườn nhà mình, Lamport Hall ở hạt Northamptonshire (Anh).
Sau khi Isham qua đời vào năm 1903, hai người con gái của ông đã dẹp bỏ những bức tượng thần lùn canh vườn của cha mình. Tuy nhiên, vẫn còn sót lại một bức tượng do nó bị kẹt trong góc khuất. Bức tượng thần lùn duy nhất còn sót lại của Charles Isham được gọi với biệt danh thân mật là Lampy, hiện được trưng bày tại Lamport Hall và được nhận bảo hiểm với giá 1 triệu bảng Anh.
Tên tiếng Anh "gnome" cho những bức tượng thần lùn này bắt nguồn từ thuật ngữ Gnomen-Figuren ("bức tượng nhỏ") trong tiếng Đức.

### Thế kỷ 20

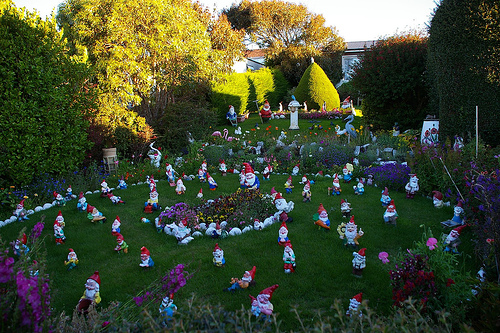
Một khoảng sân đầy các tượng thần lùn.

Tượng thần lùn giữ vườn ngày càng phổ biến ở nước Anh, khi mà Frank Crisp, vị Nam tước Đệ nhất của hoàng gia Anh, đã cho mở cửa khu biệt thự Friar Park của mình để mọi người có thể tới chiêm ngưỡng bộ sưu tập tượng thần lùn trong vườn nhà của ông ta. Friar Park được mở cửa ít nhất 1 ngày trong một tuần, và cho đến khi Crisp qua đời vào năm 1919.
Sự thu hút của những bức tượng thần lùn đã giảm dần sau Thế chiến thứ I, nhưng chúng đã phổ biến trở lại vào năm 1937, khi bộ phim cổ tích nổi tiếng Nàng Bạch Tuyết và bảy chú lùn được công chiếu. Sau Thế chiến thứ II, do những khó khăn mà chiến tranh để lại, Đức không còn sản xuất những bức tượng thần lùn nữa.
Tượng thần lùn sau đó đã được hồi sinh trở lại một lần nữa vào những năm 1970, khi các bức tượng được tạo ra với dáng vẻ hài hước, vui nhộn hơn.

### Thế kỷ 21
Vào những năm 2000, một trò đùa có tên là Travelling gnome (Thần lùn du lịch) khiến các tượng thần lùn trở nên nổi tiếng hơn. Một người sẽ lấy cắp một bức tượng thần lùn trong vườn của một ai đó mà họ không hề quen biết, sau đó họ sẽ đem bức tượng thần lùn vừa lấy được đem đi "chụp selfie" cho nó ở những địa danh nổi tiếng trước khi trả lại nó cho khổ chủ. Điển hình cho trào lưu này là câu chuyện về tượng chú lùn Murphy của bà Eve Stuart-Kelso ở Anh. Năm 2008, Murphy đã cùng với "kẻ bắt cóc" anh ta đi đến 12 quốc gia (trong đó có cả Việt Nam). 7 tháng sau khi bị "bắt cóc", Murphy quay trở về nhà cùng với bộ ảnh du lịch của mình, cùng với sự ngạc nhiên của bà Stuart-Kelso. 

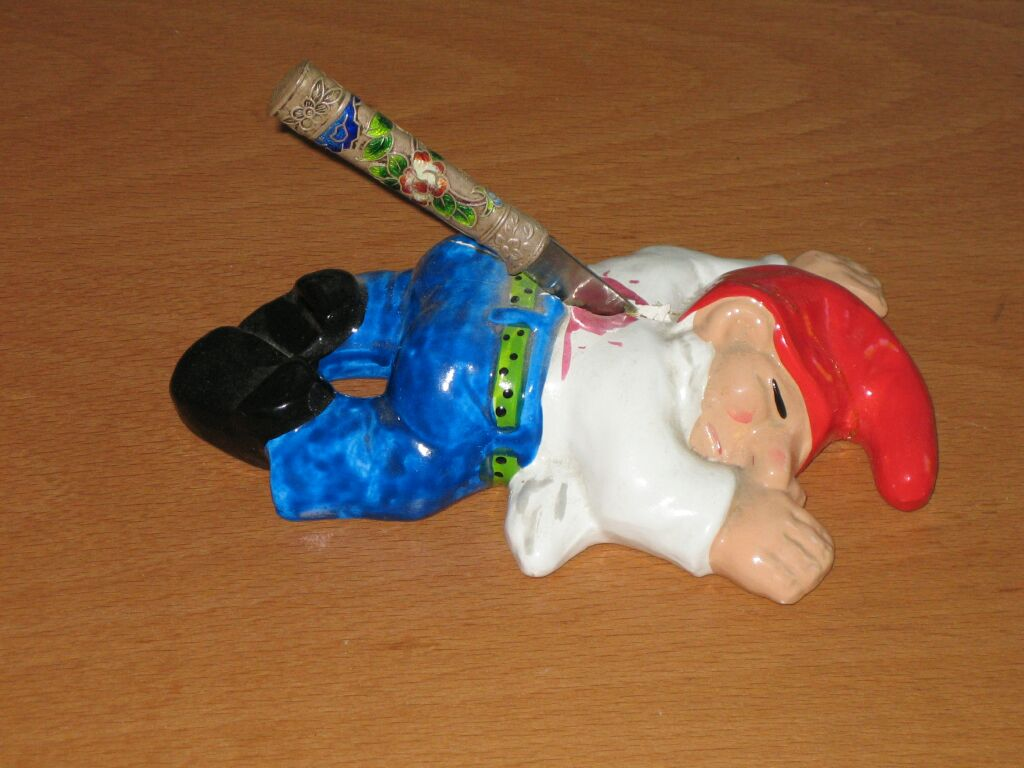
Tượng thần lùn dành cho những ai ghét thần lùn.

## Gây tranh cãi
Từng là một niềm hãnh diện trong các vườn hoa quý tộc vào những năm của thế kỷ 19, ngày nay vị trí của các thần lùn giữ vườn là một chủ đề gây tranh cãi và đã bị cấm trong hội Triển lãm hoa danh tiếng tại Chelsea. Nhiều người cho rằng, chúng làm mất đi giá trị thẩm mỹ của cả khu vườn, chỉ khiến khu vườn trở nên quê mùa hơn. Những người yêu thích thần lùn đã lên tiếng cáo buộc những người làm vườn trong tổ chức trên vì cho rằng, tượng thần lùn giữ vườn rất phổ biến trong các khu vườn của tầng lớp lao động và các hộ gia đình ở ngoại ô. Và lệnh cấm này vẫn được giữ nguyên qua các năm, ngoại trừ năm 2013, lệnh cấm thần lùn được dỡ bỏ do đây là lần kỷ niệm 100 năm của lễ hội hoa này.

## Trong văn hóa đại chúng
Hình ảnh của các thần lùn xuất hiện khá phổ biến trên phim ảnh và trong các trò chơi điện tử.
- Hammer Heads, một trò chơi tương tự trò đập chuột của hãng PopCap Games. Thay vì mục tiêu là đập những con chuột, người chơi phải dùng búa để đập vỡ những con tượng thần lùn chui lên từ các lỗ trống.
- Ngày 10 tháng 6 năm 2018, để vinh danh những bức tượng thần lùn giữ vườn, Google đã thay đổi hình đại diện trên công cụ tìm kiếm bằng một Google Doodle về những vị thần lùn dưới dạng trò chơi[8].